# Фишбах-Гёсликон
Фишбах-Гёсликон (нем. Fischbach-Göslikon) — коммуна в Швейцарии, в кантоне Аргау.
Входит в состав округа Бремгартен.  Население составляет 1370 человек (на 31 декабря 2007 года). Официальный код  —  4067.